# Leonel Cádiz Soto
Leonel Cádiz Soto (San Bernardo, 1 de septiembre de 1967) es un político chileno, exmilitante del Partido Socialista de Chile. Fue alcalde de San Bernardo en 2021; concejal en dos periodos consecutivos, desde 2012 a 2020; y Gobernador de la Provincia del Maipo en 2006. Actualmente trabaja como asesor territorial de la senadora Fabiola Campillai.

## Biografía
Leonel Cádiz nació el 1 de septiembre de 1967 en Hospital Parroquial de la ciudad de San Bernardo. De padres trabajadores, Sonia Soto Bermúdez, de oficio costurera, y Anselmo Cádiz Aguilera, de oficio camionero. 
Estudió en el Liceo Fidel Pinochet Le-Brum de Enseñanza Media. En el Instituto Profesional Blas Cañas, estudió Pedagogía en Religión sin terminar la carrera, de manera autodidacta se especializó en planificación de proyectos de inversión pública, trabajando durante varios años en Secretarías de Planificación Comunal en los municipios de San Bernardo, El Bosque e Independencia. 
Los primeros años de su juventud inicia la vida política en el Partido Socialista de Chile, fue Secretario General de la Juventud Socialista de Chile, también Vicepresidente del Partido Socialista, Secretario Nacional de Organización y varias veces miembro de la Comisión Política del mismo partido, al que renunció durante año 2022 tras 36 años de militancia, hoy es un ciudadano independiente.

## Carrera Social y Política
La vida pública la inició en la década de los ochenta trabajando en favor de los derechos humanos, en las acciones sociales y políticas en contra de la dictadura cívico militar en Chile. En el periodo de transición democrática colaboró varios años con el Instituto Iberoamericano de Derechos Humanos IIDH, cumpliendo misiones en Colombia, Costa Rica, México y también en Paraguay como observador de la OEA.
En el primer gobierno de la Presidenta Michelle Bachelet el año 2006, Leonel Cádiz Soto fue nombrado Gobernador de la Provincia del Maipo en la Región Metropolitana (comunas de San Bernardo, Buin, Paine y Calera de Tango).  Terminado el primer gobierno de la Presidenta Bachelet el año 2010, pasa a constituir el equipo de asesores del alcalde Julio Palestro en la comuna de San Miguel de la zona Sur de Santiago. Paralelo a sus actividades laborales inicia un trabajo electoral en su comuna de origen San Bernardo.
Cádiz es electo concejal de la comuna de San Bernardo en las elecciones municipales de 2012, obteniendo la tercera mayoría comunal en su primera elección, preside la Comisión de Planificación y transporte Público del Concejo Municipal, dedicado principalmente a los temas ambientales y patrimoniales, impulsando un gran movimiento ciudadano en contra de los efectos negativos del Proyecto de Metrotren, en particular para evitar la tala de los árboles patrimoniales de la Avenida Portales de San Bernardo, además desarrollando un trabajo sostenido con las organizaciones sociales en el territorio comunal. 
En el periodo correspondiente a los años 2016 - 2022, es electo con la segunda mayoría comunal, con primera votación de la centro-izquierda, se dedica a impulsar la urgente necesidad de un nuevo estudio del Plano Regulador de la comuna de San Bernardo y al trabajo con comités de vivienda. Durante la revuelta social el concejal Cádiz se abocó principalmente a la defensa de los derechos humanos, a la denuncia de los apremios ilegítimos que caracterizaron la represión al movimiento social en San Bernardo, para luego colaborar en la acciones de solidaridad en la Ollas Comunes durante la pandemia.
En agosto del año 2021, en plena Pandemia, ante la renuncia de la alcaldesa de San Bernardo Nora Cuevas, (asume como diputada en el distrito 14 por la UDI), el Concejo Municipal elige a Leonel Cádiz como alcalde, cargo que ejerció centrado en las tareas de la pandemia trabajando directamente con los equipos de salud, desplegando el municipio en los barrios en tareas de atención social. Creó el Departamento de Patrimonio, trasladó la farmacia comunitaria para buscar ahorro en arriendos y en su impetu instaló la farmacia que hasta el día de hoy se encuentra ubicada en la casa comunal de la Unión comunal de adultos mayores quienes no fueron informados ni autorizaron el uso de su casa con este fin. En julio de 2021 y tras las elecciones municipales entrega al cargo a un alcalde de sus mismas filas Christopher White por el periodo 2022 - 2024.